# Râul Cocorova
Râul Cocorova este un curs de apă, afluent al râului Gilort.